# Andrea Appiani

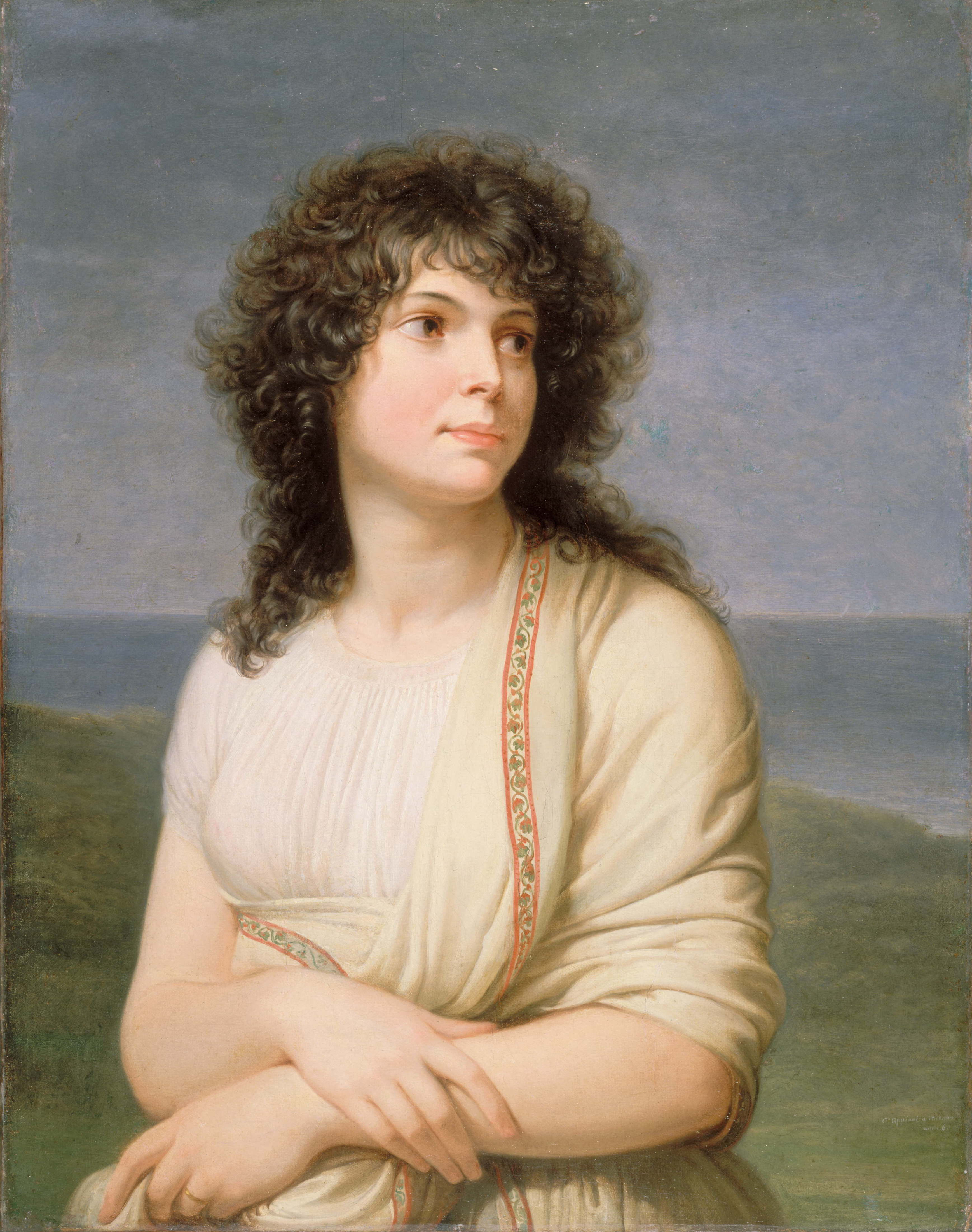
Portretul doamnei Hamelin (1798)

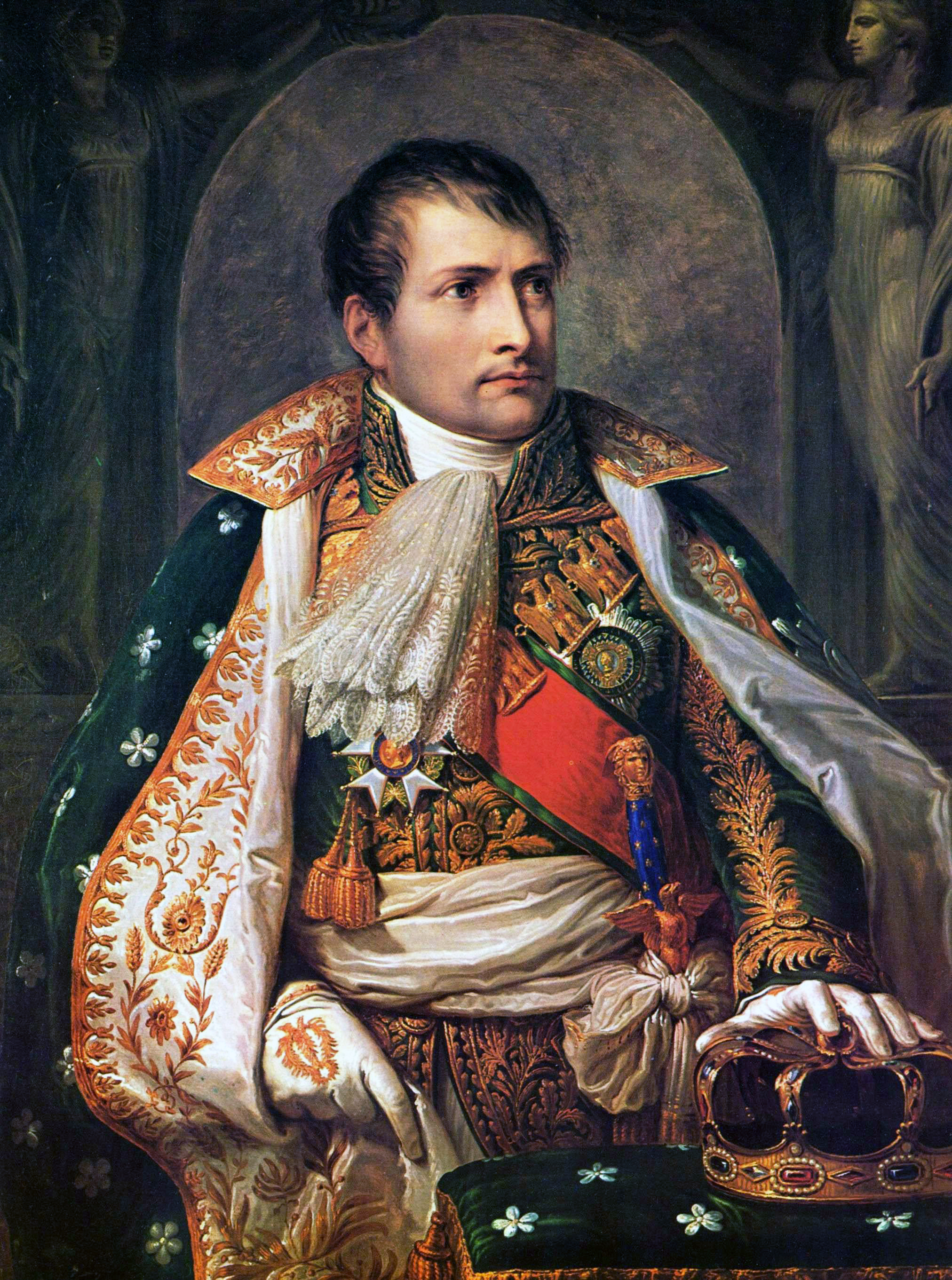
Portretul lui Napoleon (1805)

Andrea Appiani (n. 23 mai 1754, Milano, Ducatul Milanului – d. 8 noiembrie 1817, Milano, Imperiul Austriac) a fost un pictor neoclasic italian.

## Viața
Născut la Milano, ar fi trebuit să urmeze cariera tatălui său în medicină, dar a intrat în schimb la academia privată a pictorului Carlo Maria Giudici⁠(d) (1723–1804), unde a fost instruit în desen, copiind în principal din sculptură și tipărituri. De acolo, s-a alăturat apoi la clasa pictorului de fresce Antonio de' Giorgi, care avea loc la pinacoteca Ambrosiana din Milano. În același timp, a frecventat și atelierul lui Martin Knoller⁠(d), unde și-a aprofundat cunoștințele de pictură în ulei. De asemenea, a studiat anatomia la Ospedale Maggiore⁠(d) din Milano cu sculptorul Gaetano Monti⁠(d) .
Interesul lui Appiani pentru problemele estetice a fost stimulat de poetul clasic Giuseppe Parini⁠(d), pe care l-a desenat în două portrete frumoase în creion. În 1776 a intrat la Academia de Arte Frumoase din Brera pentru a urma cursurile de pictură ale lui Giulio Traballesi⁠(d), învățând măiestria tehnicii frescei. Printre capodoperele sale se numără frescele care îi înfățișează pe cei patru evangheliști și doctori ai bisericii pe care le-a pictat pentru cupolă și pandantive pentru biserica Santa Maria presso San Celso în 1795 și fresca cu Parnasul, reprezentând pe Apollo și Muzele, pe tavanul sălii de mese a Vilei Regale din Milano. O altă capodoperă sunt frescele care înfățișează Alegorii ale virtuților și altele care îl onorează pe Napoleon în încăperile Palatului Regal din Milano.
Deși a fost un artist pensionat pentru Regatul Italiei de către Napoleon, Appiani și-a pierdut alocația după căderea Regatului în 1814 și a devenit sărac. În perioada în care a fost pictor de curte, a realizat portrete ale lui Napoleon și ale personajelor principale ale regimului său, dintre care cele mai grațioase sunt picturile sale în ulei Venus și dragostea și Rinaldo în grădina Armidei . Este cunoscut sub numele „bătrânul”, pentru a-l deosebi de strănepotul său Andrea Appiani, un pictor de scene istorice din Roma.
Appiani a pictat o pânză de mari dimensiuni cu Întâlnirii dintre Rahela și Iacob pentru o biserică din Alzano. La Brera se află o frescă de Appiani reprezentând Olimpul.
A murit la Milano în 1817. Printre elevii săi se numără Antonio De Antoni, Carlo Prajer⁠(d), Angelo Monticelli⁠(d) și Giuseppe Bossi⁠(d).

## Galerie

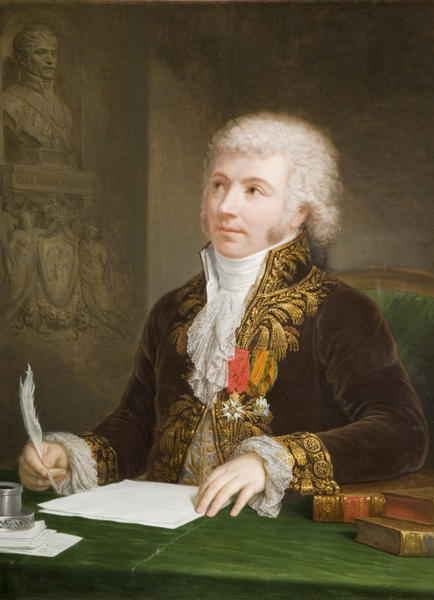
Nicolas Frochot
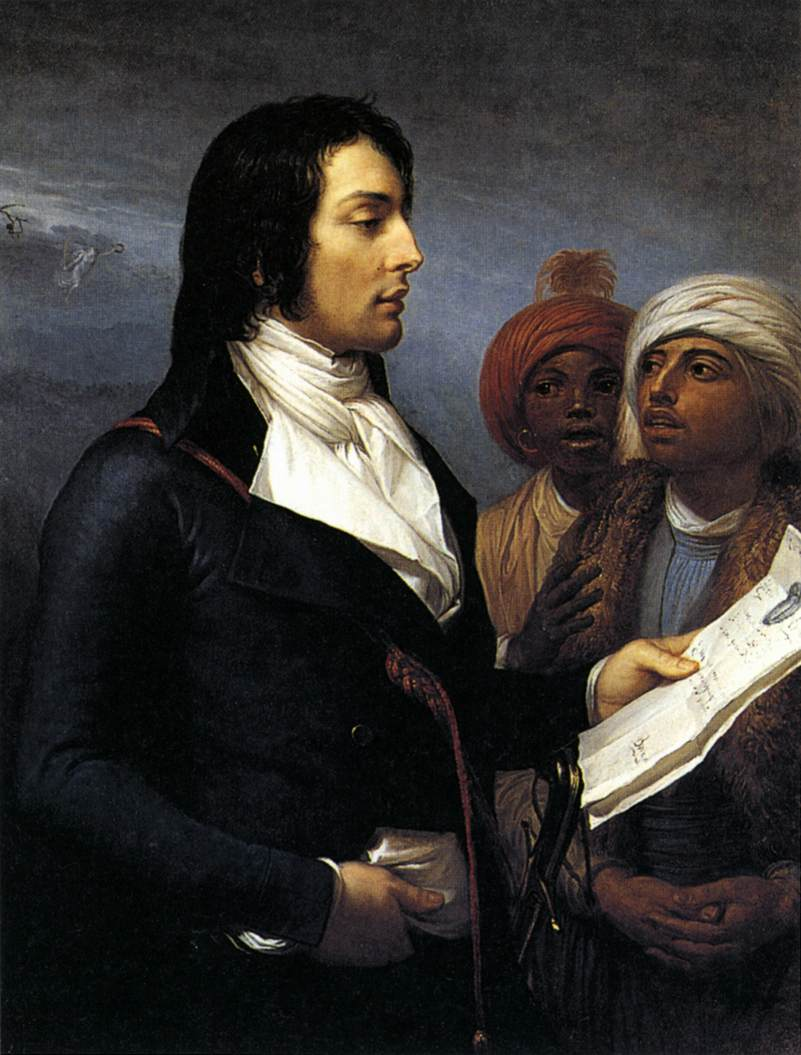
Generalul Desaix
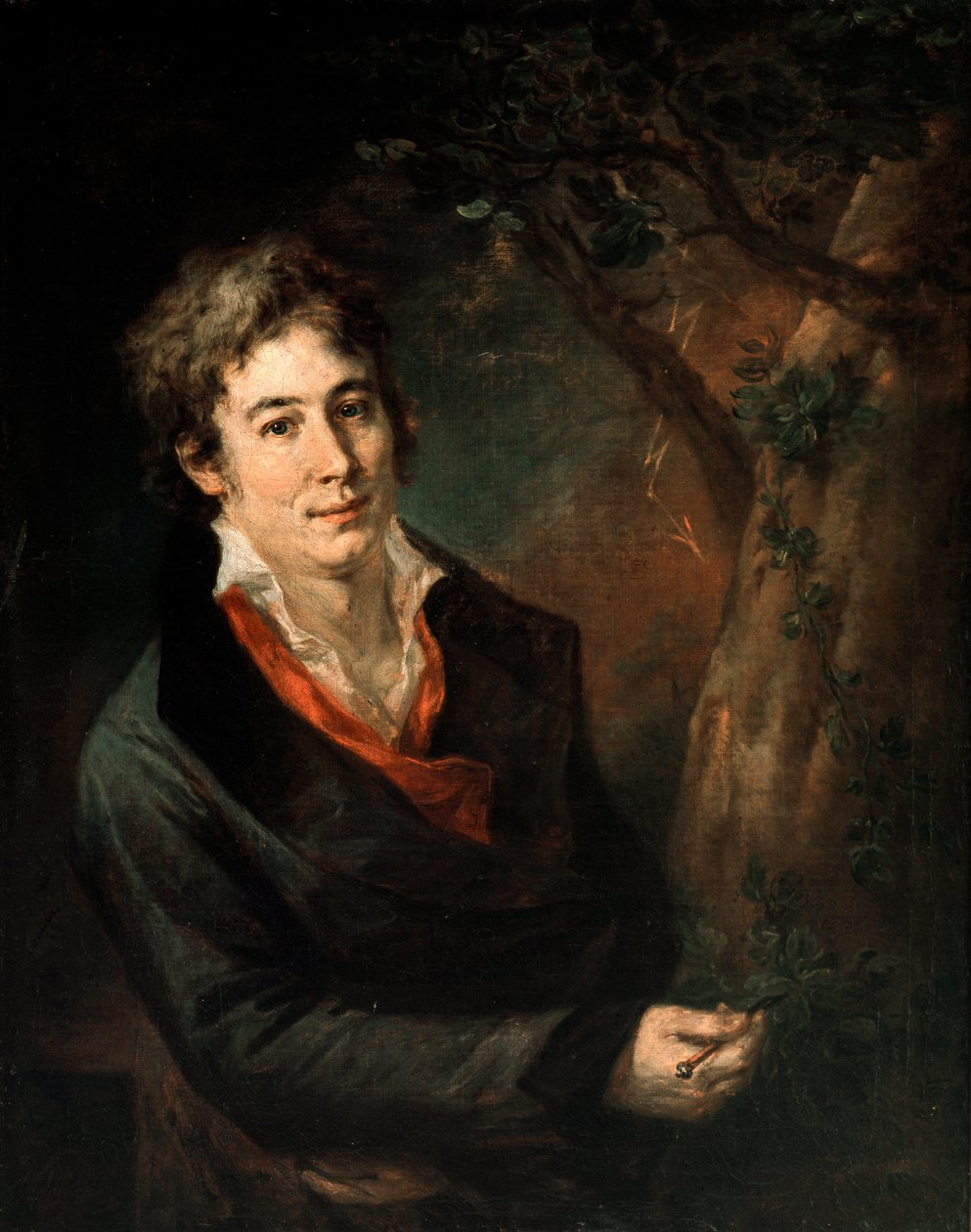
Ugo Foscolo
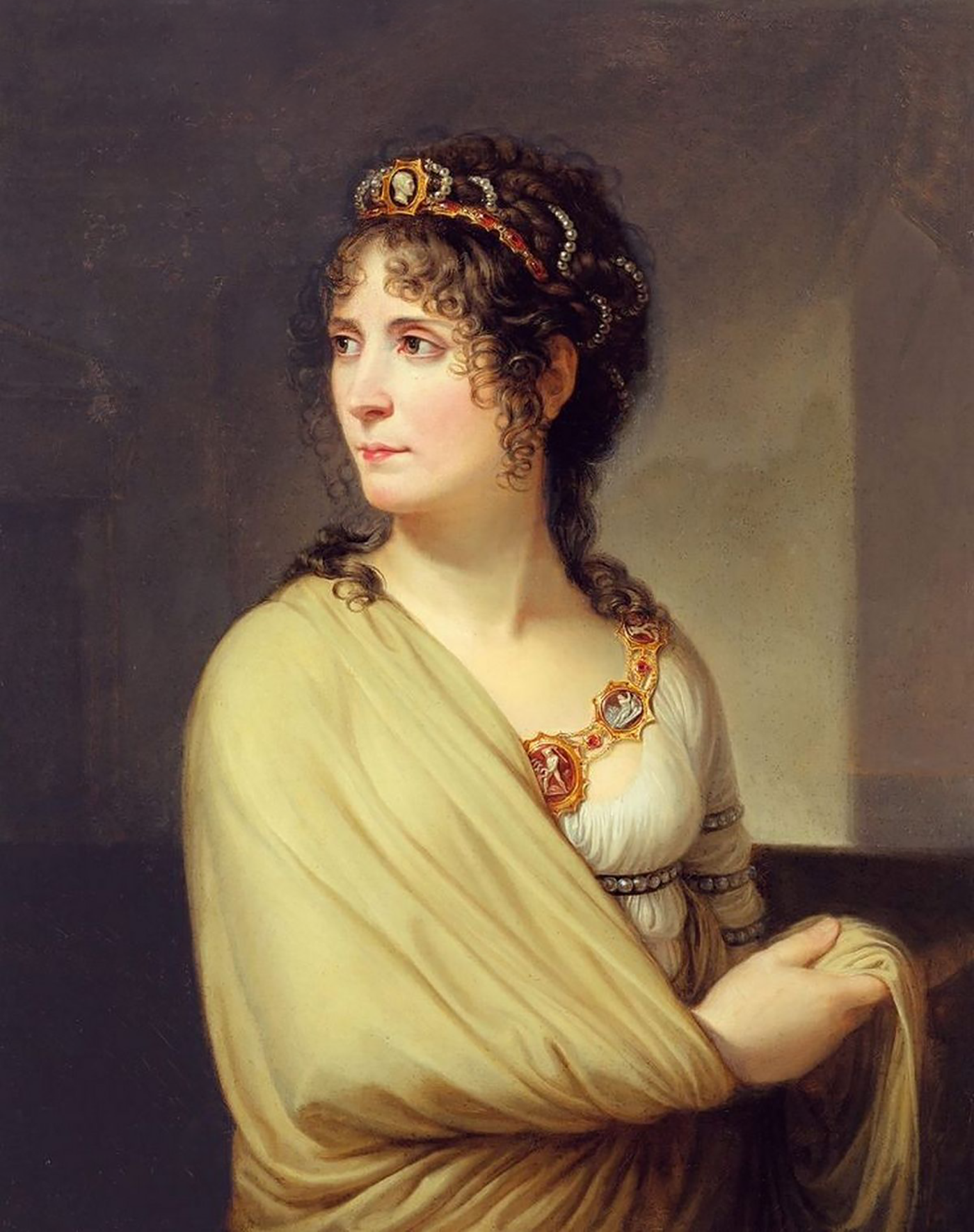
Josephine
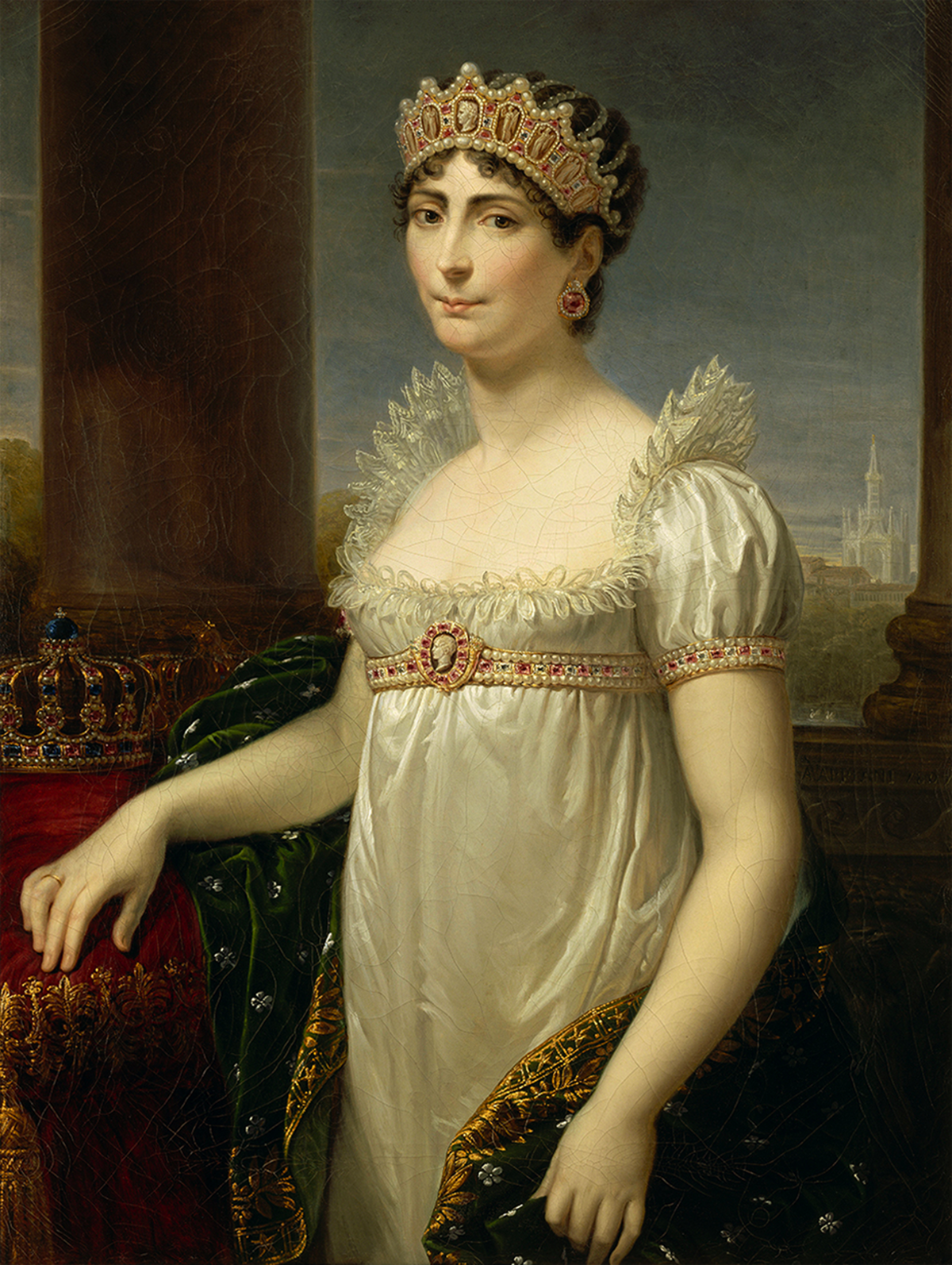
Josephine, regina Italiei
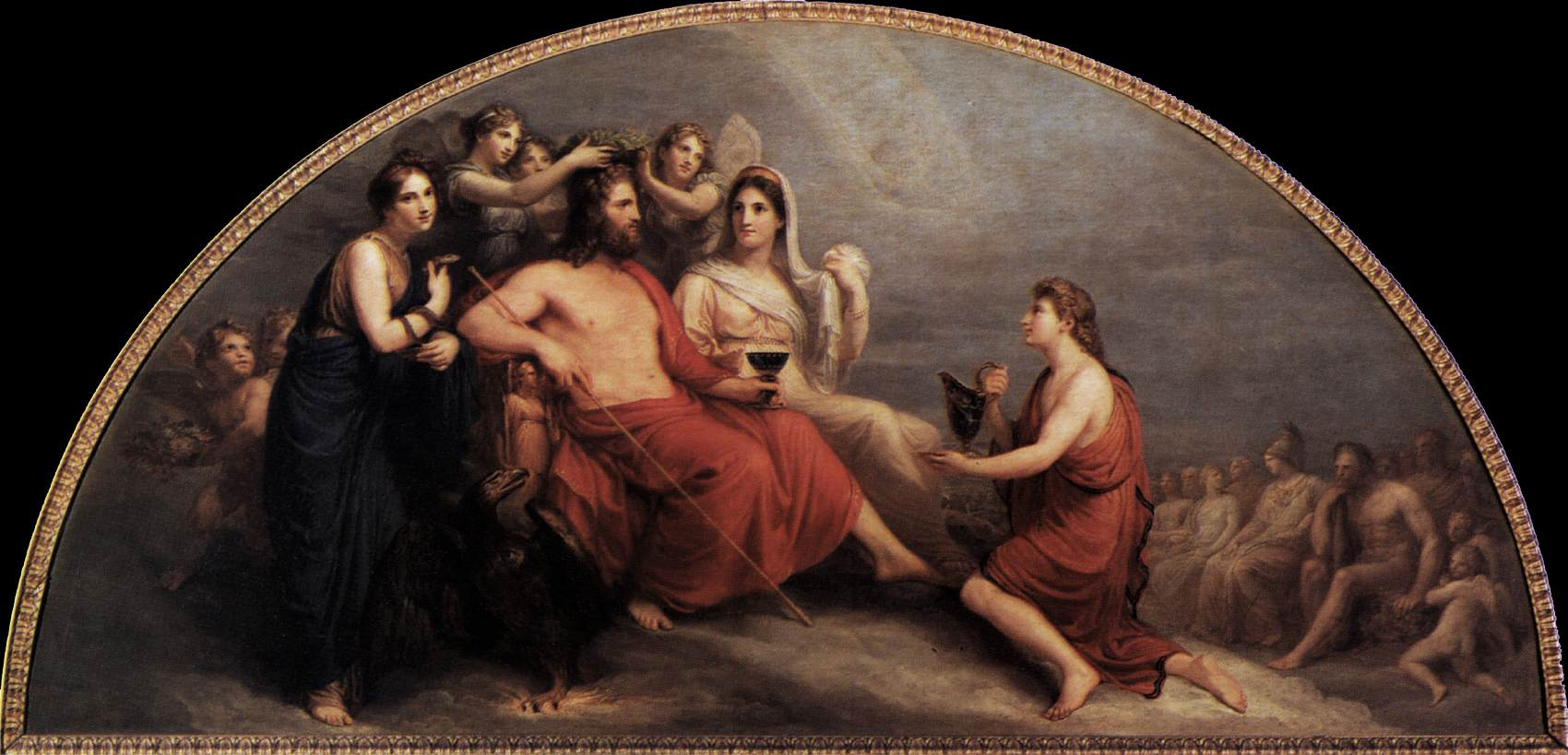
Olimpul
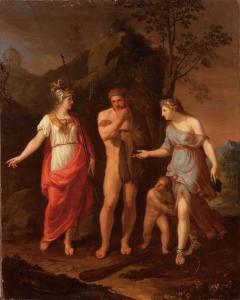
Hercule la răscruce
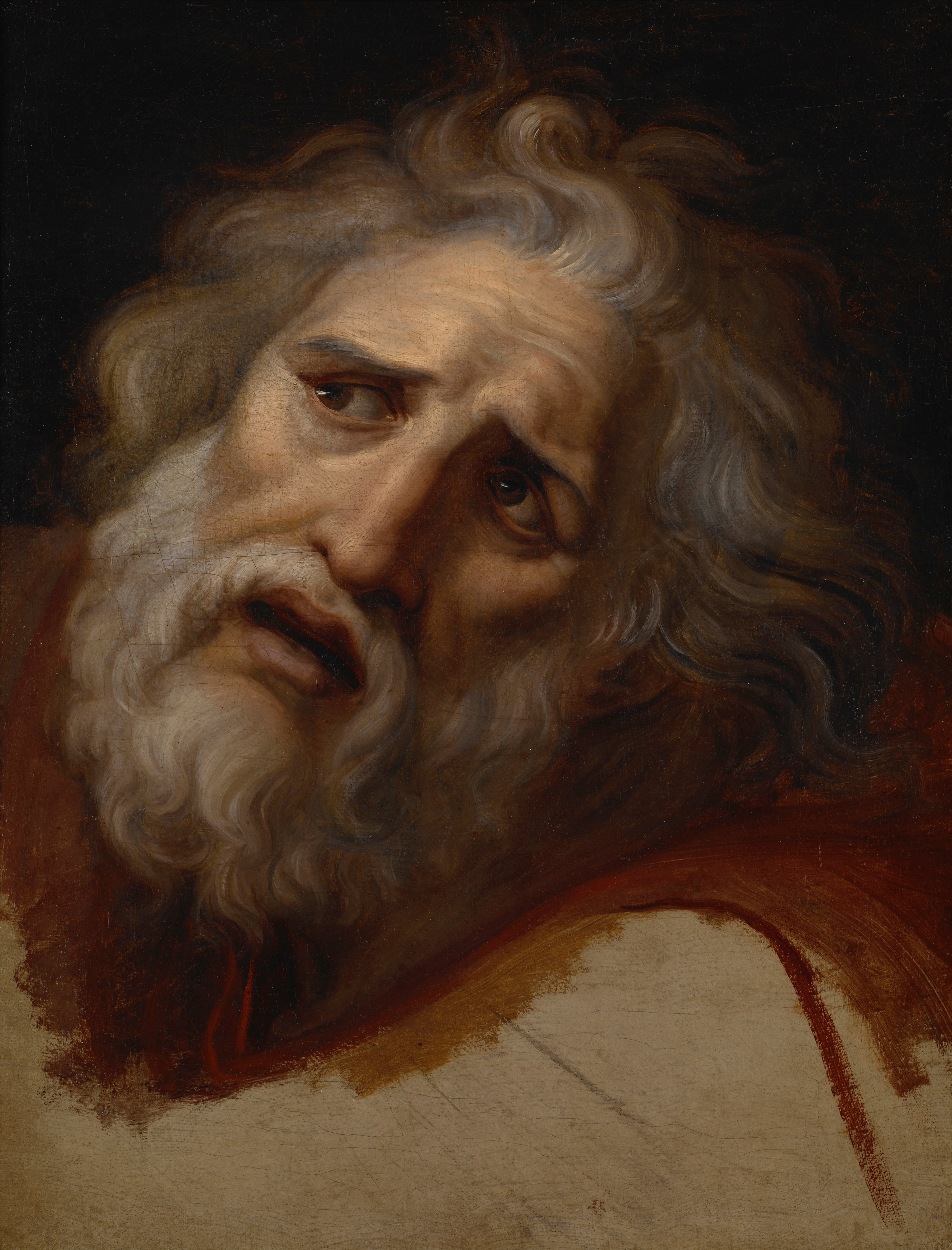
Capul Laocoonului, aproximativ 1790
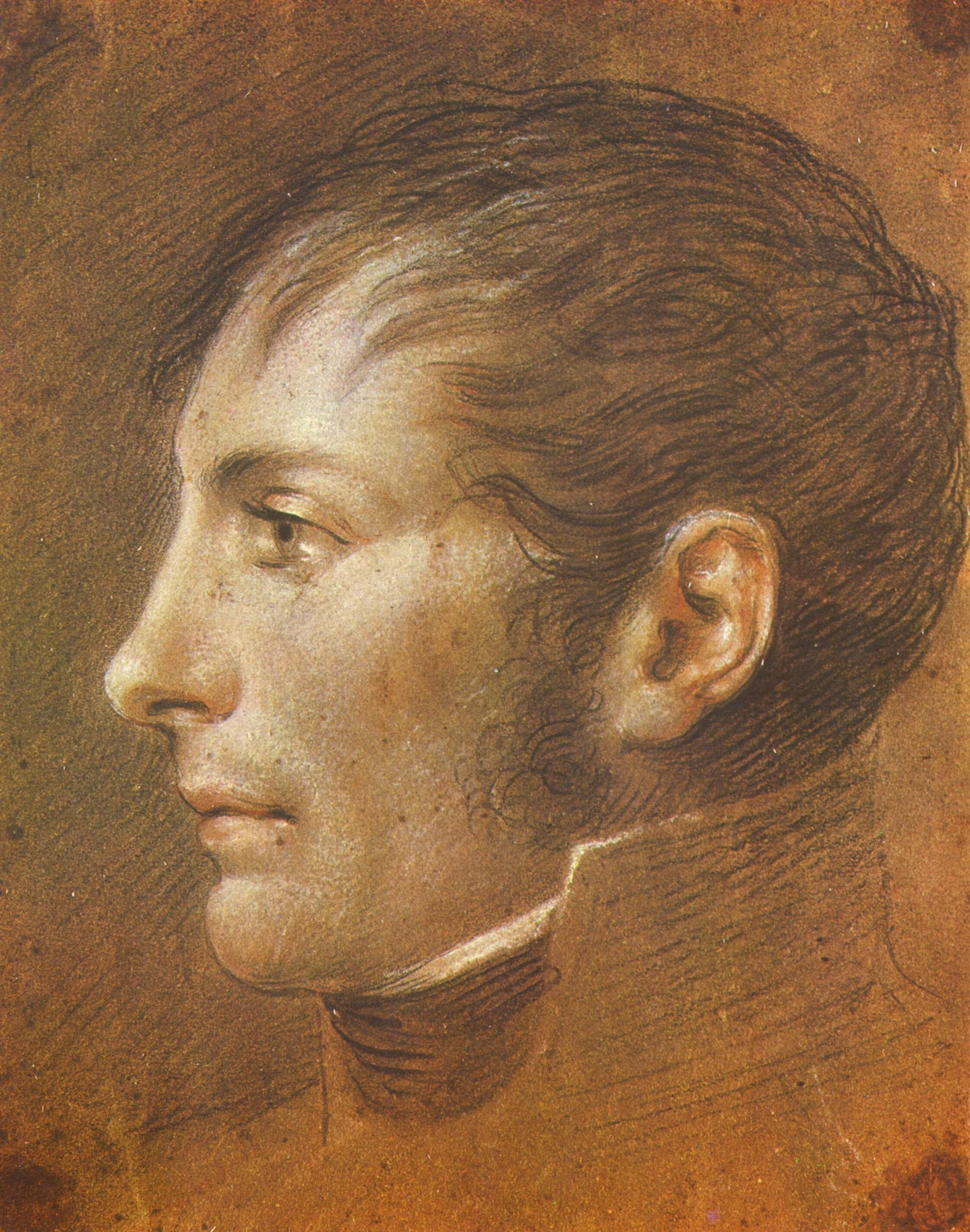
Eugène Beauharnais, portret de Appiani, 1800.
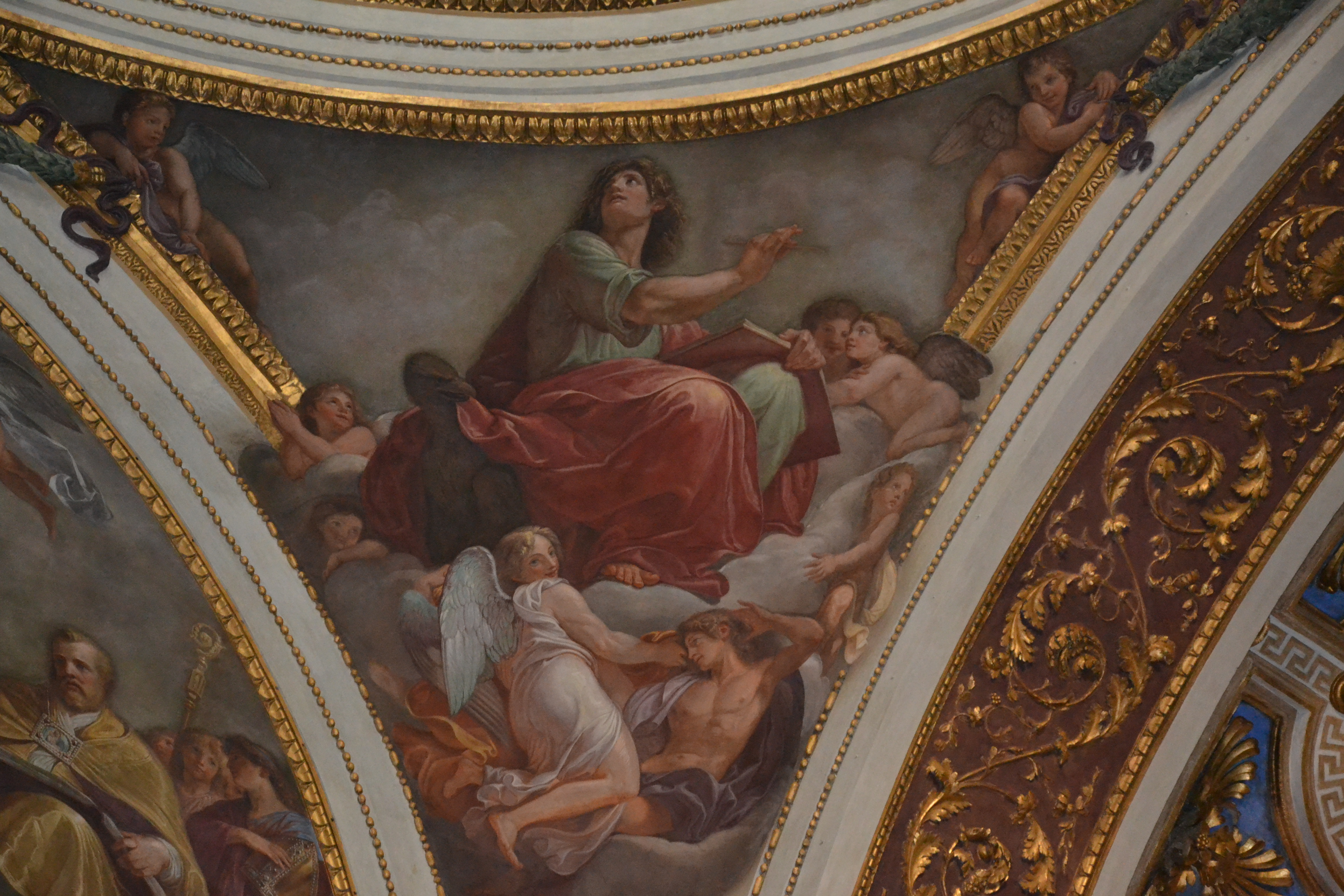
Evangheliştii, colecție particulară
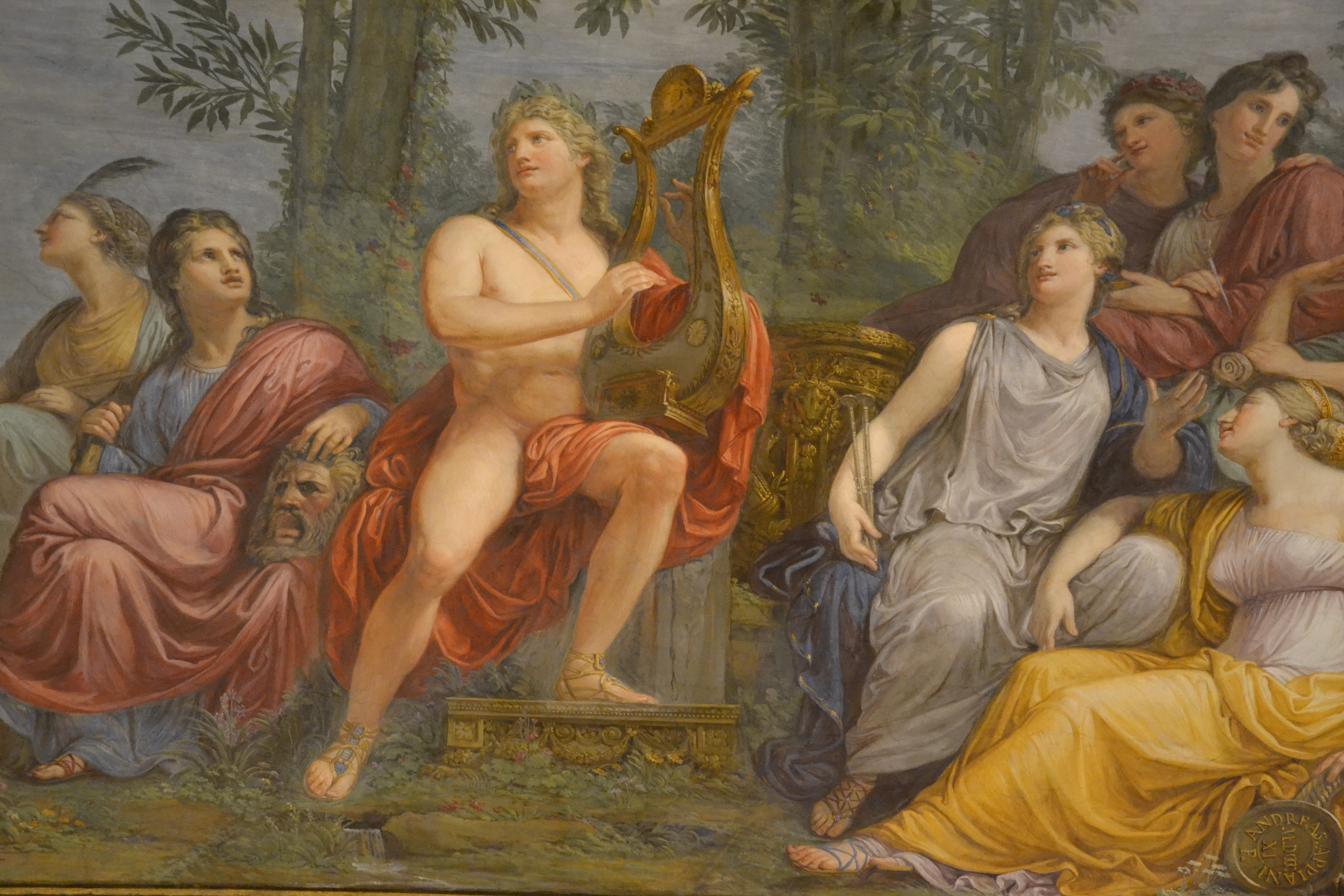
Parnasul, colecție particulară